# Tassili Airlines
Tassili Airlines (em árabe: طيران الطاسيلي) é uma companhia aérea de passageiros sediada em Argel, Argélia. Opera voos regulares a partir do Aeroporto Internacional Houari Boumedienne, bem como voos charter para a empresa petrolífera Sonatrach, realizando a ligação entre sua sede e as diversas filiais na região.